# Le Mesnil-Amelot
Le Mesnil-Amelot is een gemeente in het Franse departement Seine-et-Marne (regio Île-de-France) en telt 565 inwoners (1999). De plaats maakt deel uit van het arrondissement Meaux.

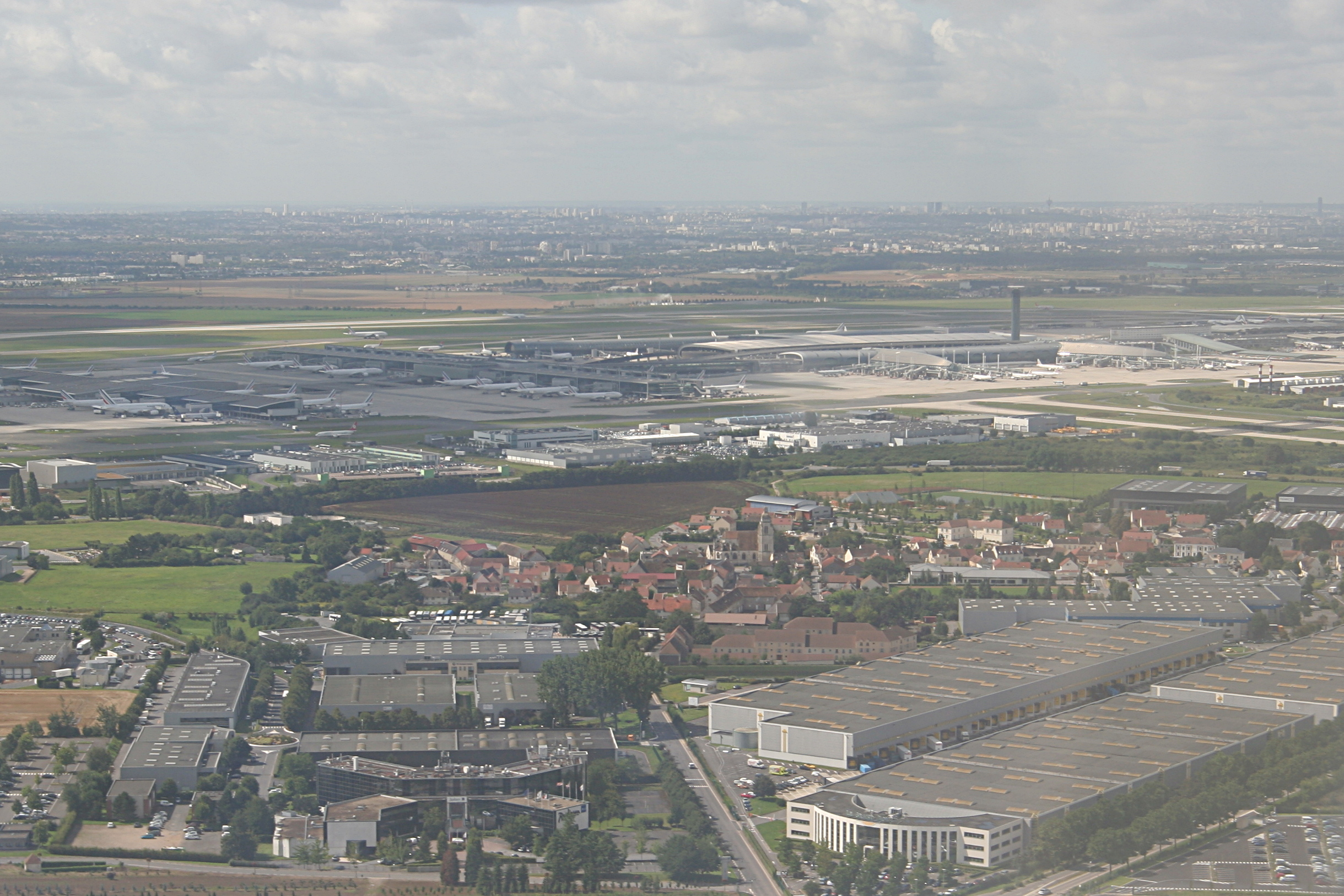
Le Mesnil-Amelot
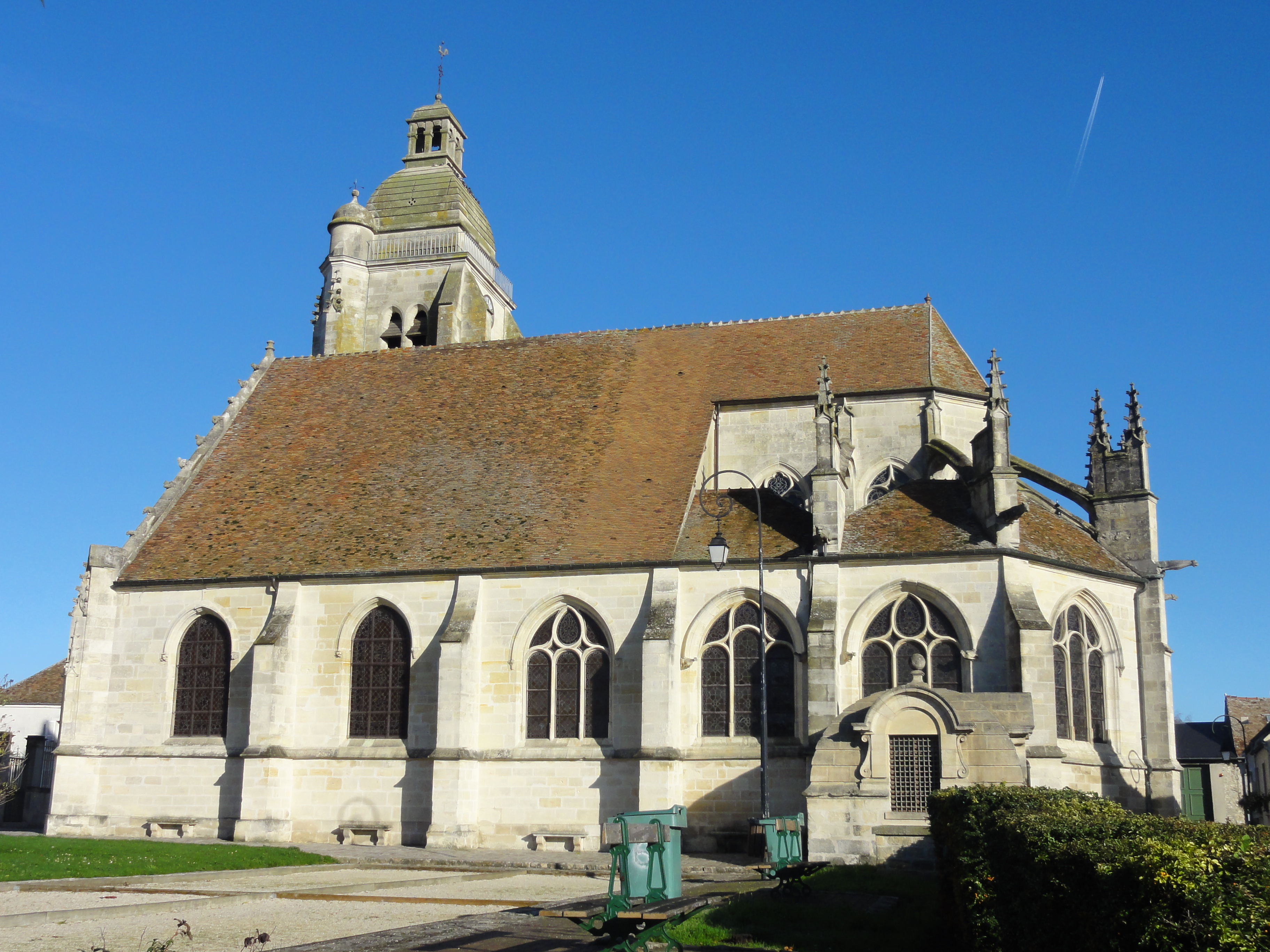
Kerk van St. Martin
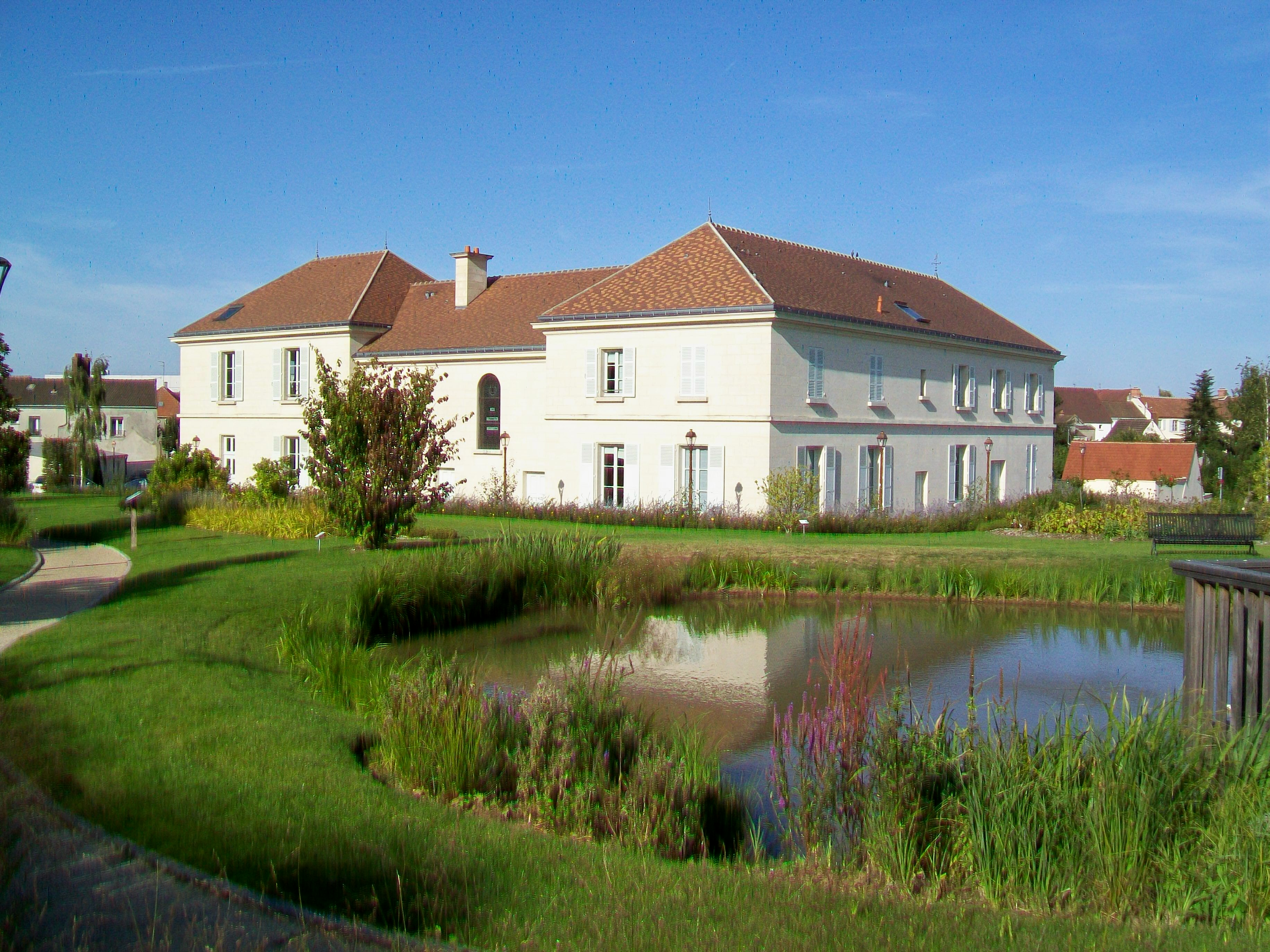
Gemeentehuis

## Geografie
De oppervlakte van Le Mesnil-Amelot bedraagt 9,8 km², de bevolkingsdichtheid is 57,7 inwoners per km².
De onderstaande kaart toont de ligging van Le Mesnil-Amelot met de belangrijkste infrastructuur en aangrenzende gemeenten.

## Demografie
Onderstaande figuur toont het verloop van het inwonertal (bron: INSEE-tellingen).